# Cladorhiza gelida
Cladorhiza gelida är en svampdjursart som beskrevs av William Lundbeck 1905. Cladorhiza gelida ingår i släktet Cladorhiza och familjen Cladorhizidae. Inga underarter finns listade i Catalogue of Life.